# アンデス食品
アンデス食品株式会社（アンデスしょくひん）は、かつて存在した食品販売会社。現在はG-7ホールディングス系列のG-7ミートテラバヤシに合併し、同社のアンデス食品事業部となっている。首都圏の主な卸売市場と小売の店舗、飲食業を展開。食肉全般および食肉加工品、冷凍食品を食肉業界、給食業界、惣菜業界向けに卸売り、小売をしている。

## 概要
アンデス食品は1939年（昭和14年）3月、東京都台東区雷門1丁目20番地に「相模屋」として食肉販売店を創業。食肉販売に合わせてハムの製造を始め、直営の小売店のほか、大型量販店の食肉専門店や惣菜店、卸売市場内の食肉小売店や飲食店向けの卸売りとして展開。量販店や給食センター等へも供給している。

## 年表
- 1939年（昭和14年）3月：東京都台東区雷門1丁目20番地にて食肉販売店相模屋を創業[4][5][6]。
- 1948年（昭和23年）：法人化して株式会社相模屋商会を設立[5][6]。
- 1957年（昭和32年）4月：株式会社相模屋商会は販売部門を残し、製造部門をアンデスハム株式会社 (初代)[注 1]に分社[4]。
- 1966年（昭和41年）：株式会社相模屋商会をアンデス畜産株式会社に商号変更[5][6]。
- 1977年（昭和52年）：アンデス畜産株式会社を株式会社アンデス[7][注 2]に商号変更[5][6]。
- 1978年（昭和53年）8月：株式会社アンデスから卸売市場部門の7店舗をアンデス食品株式会社として分社[4][5][6]。
- 1985年（昭和60年）5月：東京都江戸川区臨海町3-3-1の葛西総合食品市場に本社を移転するとともに葛西市場店を開店[4]。
- 1989年（平成元年）9月：株式会社柏食肉センターを100%子会社とする[4]。
- 1990年（平成2年）4月：日研フードサービス株式会社を100%子会社とする[4]。
- 2000年（平成12年）9月：牛肉処理専用工場ミートセンターを設置[4]。
- 2001年（平成13年）1月：生産拠点としてさいたま加工センターを設置[4]。
- 2006年（平成18年）9月：楽天市場店「奥州屋」開店[4]。
- 2009年（平成21年）9月：生産拠点として川越市場店内に川越加工センターを設置[4]。
- 2020年（令和2年）4月：株式会社G-7ホールディングス傘下となる[10]。
- 2020年（令和2年）7月1日：子会社の株式会社柏食肉センター[11]・日研フードサービス株式会社[12]とともに[13]、株式会社G-7ミートテラバヤシへ合併[2]。当社は株式会社G-7ミートテラバヤシ内のアンデス食品事業部となる[3]。
- 2021年（令和3年）頃：アンデス食品の公式サイトが閉鎖。各店舗はそのままG-7ミートテラバヤシの店舗（G-7ミートテラバヤシ ●●店など）となっている[14][15][16][17]が、現地店舗ではG-7ミートテラバヤシ アンデス食品●●店などの表記も併用されている[18][19]。

## 卸売市場部門
東京都、千葉県、埼玉県、栃木県の地方卸売市場に17店舗を展開している。各市場店舗は、顧客からの用途要望を聞き、直接商品の種類、品質、価格、サイズ、製法、数量決定の元に製造、配送をするという、対面による販売を行っている。
販売拠点および工場は以下の通り。並び順は公式サイトに準ずる。
- ミートセンター（千葉県柏市）
- 松戸市場店（千葉県松戸市）
- 大宮市場店（さいたま市）
- 浦和市場店（さいたま市）
- 川越市場店（埼玉県川越市）
- 深大寺市場店（東京都調布市）
- 府中市場店（東京都府中市）
- 東久留米市場店（東京都東久留米市）
- 越谷市場店（埼玉県越谷市）
- 上尾市場店（埼玉県上尾市）
- 県南市場店（栃木県小山市）
- 足立市場店（東京都足立区）
- さいたま加工センター（さいたま市）
- 川越加工センター（埼玉県川越市）
- 桜木町店（さいたま市）
- 柏市場店（千葉県柏市）
- 八王子市場店（東京都八王子市）